# Нація прозаку (книга)
Нація прозаку — мемуари американської письменниці Елізабет Вурцель , що були опубліковані в 1994 році. Книга описує досвід боротьби Елізабет з атиповою депресією,  та те, як їй вдалося пережити особливо важкі періоди під час закінчення коледжу та роботи письменницею. Прозак — торгова назва антидепресанту флуоксетину. 
По книзі у 2001 році був знято фільм«Нація прозаку».

## Історія
Спочатку Вурцель назвала книгу «Я ненавиджу себе і хочу померти», але її редактор переконав її та назва була змінена. Зрештою книга мала підзаголовок «Молоді та пригнічені в Америці: мемуари».
Книга була адаптована до художнього фільму «Нація прозаку» (2001) з Крістіною Річчі в головній ролі.

## Рецепція
Відгуки на книгу були неоднозначними. У The New York Times Мічіко Какутані написав про неї «по черзі жахлива і комічна, поблажлива і самосвідома», порівнюючи його з «необробленою відвертістю есеїстів Джоан Дідіон, дратівливим емоційним ексгібіціонізмом The Bell Jar Сільвії Плат і кривим, темним гумором пісні Боба Ділана». Вихваляючи прозовий стиль Вюртцеля як «блискучий» і «люмінесцентний», Какутані вважав, що мемуари «дуже виграли б від суворого редагування», що його «жалісні уривки викликають у читача бажання потрясти автора та нагадати їй, що бувають набагато гірші долі, ніж вирости в 70-х роках у Нью-Йорку та потрапити до Гарварду».  Американське щотижневе новинне видання Publishers Weekly написало: «Книга по черзі емоційно потужна та виснажливо соліпсистична, перетинає межу між захоплюючим автопортретом і скромним бажанням привернути увагу публіки».
Американський прозаїк, літературний критик і есеїст Волтер Норріс Кірн написав що, хоча в Нація прозаку є «моменти красивої розповіді правди», загалом читання було «майже нестерпним» і «твір є неймовірним самозаглибленням». Еріка Л. Вернер назвала книгу «нудною і погано написаною історією про мелодраматичне життя Вюртцеля, а автор «видається дратівливим, соліпсичним нахабою».
«Можливо було б мати більше співчуття до пані Вюртцель, якби вона не була такою роздратованою співчуттям до себе», — написав Кен Такер у New York Times Book Review. Американський книжковий журнал Kirkus Reviews написав, що книга сповнена «самозакоханої гордості».